# Milešovský Kloc
Milešovský Kloc (674 m) je jedna z hor Českého středohoří. Nachází se severozápadně od vsi Milešov, po které je pojmenován. Stejně jako okolní kopce je sopečného původu a spadá do CHKO České středohoří. Na jejím jižním okraji pramení Pálečský potok, na severozápadním pak Milešovský potok. Hora je porostlá smíšeným lesem smrků, modřínů a dubů. Na vrchol nevede žádná turisticky značená trasa.
Vrch tvořený neovulkanickým lakolitem ze sodalitického trachyttu nachází v geomorfologickém okrsku Kostomlatské středohoří. Na svazích jsou rozptýlené deskovité sutě a na jižní straně také skalní stěny.